# Dan Moore
Daniel Killian "Dan" Moore, född 2 april 1906 i Asheville, North Carolina, död 7 september 1986 i Raleigh, North Carolina, var en amerikansk demokratisk politiker och jurist. Han var North Carolinas guvernör 1965–1969.
Moore studerade vid University of North Carolina at Chapel Hill och inledde 1929 sin karriär som advokat i Sylva. Han deltog i andra världskriget i USA:s armé. Guvernör R. Gregg Cherry utnämnde 1948 Moore till en domarbefattning som han innehade i tio år.
Moore vann guvernörsvalet 1964 och tjänstgjorde som guvernör i fyra år. Efterträdaren Robert W. Scott utnämnde Moore till North Carolinas högsta domstol. Från domstolen pensionerade han sig den 31 december 1978.